# 瑪麗·M·克勞佛
瑪麗·「茉莉」·克勞佛（Mary "Mollie" Crawford，1884年2月18日—1972年11月25日）是一位美國外科醫生。她是布魯克林首位女性急診外科醫生，第一次世界大戰時在法國擔任一位外科醫生，並且為美國女性醫療服務的共同創辦人。

## 個人生活
瑪麗·梅莉特·克勞佛於1884年2月18日生於曼哈頓，有七個兄弟姊妹。後就讀康乃爾大學，畢業於1904年，並於1907考取醫師執照。
自第一次世界大戰回來後不久，克勞福德嫁給了愛德華·舒斯特（Edward Schuster）。他們有一個女兒，出生於1917年1月。
克勞福德在1949年退休，於1972年11月25日過世於紐約市中城醫院（New York City's Midtown Hospital）。

## 職業生涯

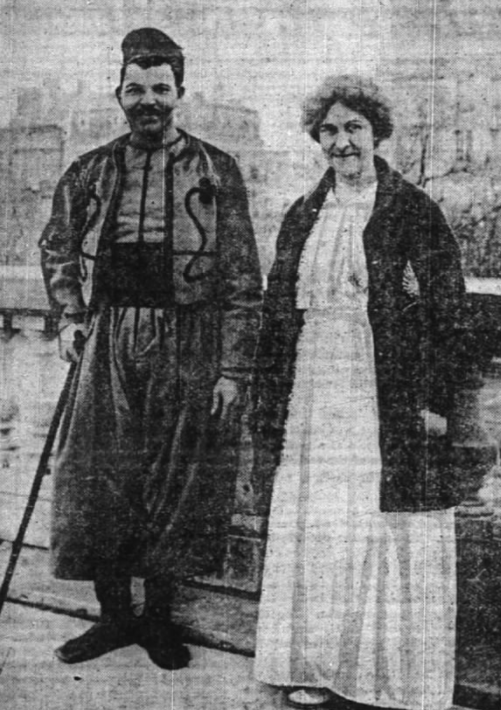
在第一次世界大戰期間，瑪麗·M·克勞佛與其中一名患者合影

在得到她的醫師執照之後，克勞福德得到一個在威廉斯堡醫院的實習職務。在當時實習徵人啟事的名額通常只開放給男性學生，但一個疏失使得威廉斯堡醫院沒有將此規定列於他們的徵求啟事上。克勞福德提出申請，並於入門考試時在其餘皆為男性學員的35位應徵者中得到了最高分。克勞福德成為了布魯克林第一位隨車外科醫生。她的第一次呼叫是在1908年1月15日，有一位男性掉出窗外。由於成為第一位在救護車上工作的女性，克勞福德創造了屬於她自己的工作制服。
1910年起她在布魯克林自己開業並仍同時工作於醫院。她在第一次大戰中去了法國，加入了由Anna Gould所出資贊助、由六位美國外科醫生所組成的團隊。在位於Neuilly-sur-Seine的American Ambulance Hospital 擔任一年的麻醉師和住院醫師。在她歸國後，克勞福德舉辦演講，替位於法國的醫院募款，並和Rosalie Slaughter Morton一起帶領慈善組織「American Women's Hospitals Service」，這個組織自1917年起由Medical Women's National Association創立，目標是在歐洲成立美國醫院。
克勞福德於1918年6月被任命為美國醫學婦女協會協會主席。1919年，她領導紐約聯邦儲備銀行設立醫療部門並成為其醫療主任，且於1929年成為美國女子協會在其俱樂部會所（clubhouse）的保健服務負責人。